# Agriculture naturelle coréenne

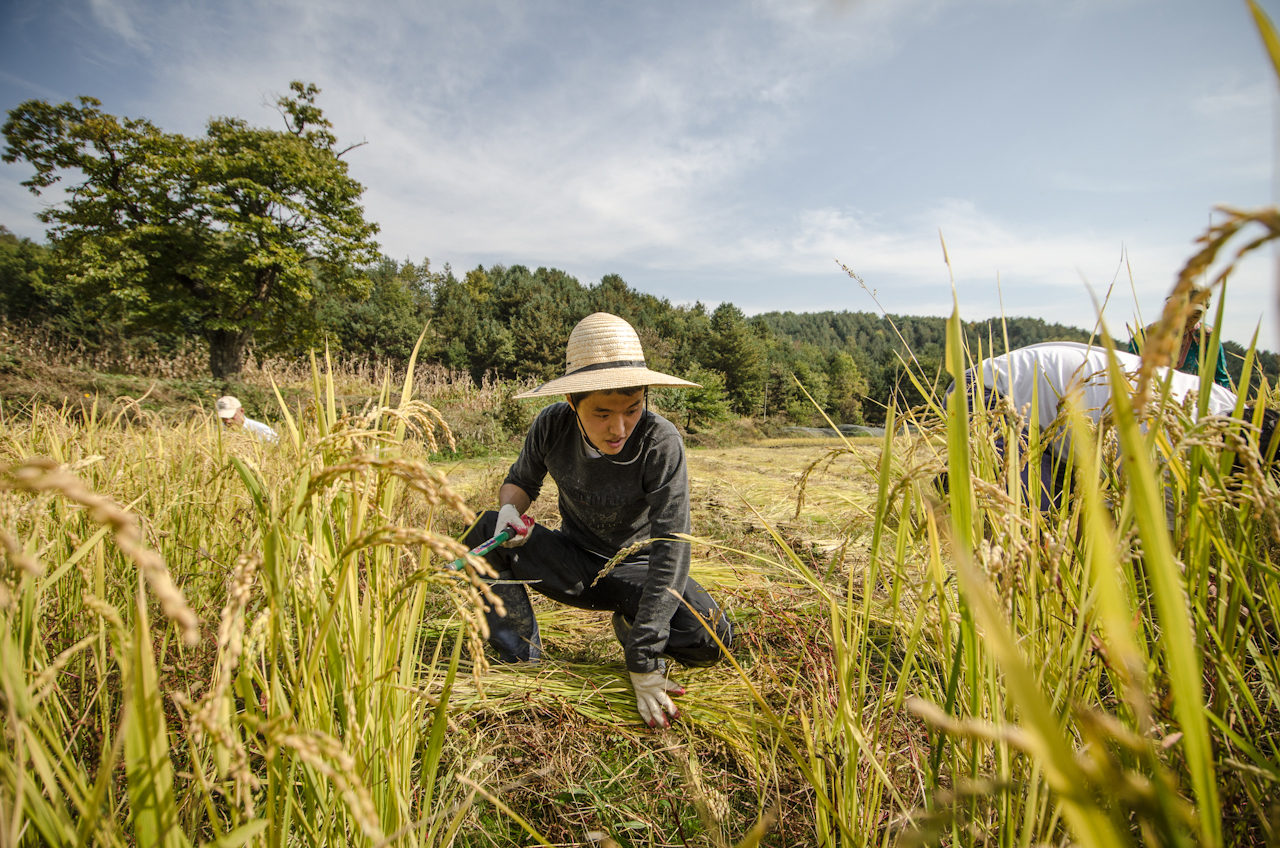
Un jeune homme aide à récolter le riz à la main dans une ferme naturelle de la province de Hongcheon, en Corée du Sud.

L'agriculture naturelle coréenne (KNF) est une méthode d'agriculture biologique qui tire profit des microorganismes indigènes (bactéries, champignons, nématodes et protozoaires) pour produire un sol riche qui donne un rendement élevé sans utiliser d'herbicides ou de pesticides.
L'agriculture naturelle coréenne (KNF) met l'accent sur l'autosuffisance en limitant les intrants externes et en s'appuyant sur les déchets agricoles recyclés pour produire des intrants biologiquement actifs.

## Principes
L'idée fondamentale de l'agriculture naturelle coréenne (KNF) est de renforcer les fonctions biologiques de chaque aspect de la croissance des plantes afin d'augmenter la productivité et la nutrition. La biologie réduit ou élimine ainsi le besoin d'interventions chimiques, que ce soit pour protéger contre la prédation ou la compétition avec d'autres plantes. Par exemple, le métabolisme des micro-organismes indigènes (OMI) produit des protéines complètes, alors que les insectes préfèrent les protéines incomplètes. [citation nécessaire].
L'agriculture naturelle coréenne évite l'utilisation de fumier, réduisant ainsi le risque de transfert de pathogènes du fumier dans la chaîne de production alimentaire, bien que dans des conditions pauvres en azote, l'ajout de fumier puisse augmenter le rendement,.
- Utiliser les nutriments contenus dans les graines
- Utiliser les micro-organismes indigènes (OMI)
- Maximiser le potentiel inné avec moins d'intrants
- Éviter les engrais commerciaux
- Éviter le travail de la terre
- Pas d'utilisation de bétail déchets

## Histoire
Hankyu Cho (ko) (1935~2025), né en 1935 à Suwon, Gyeonggi-do, Corée, est à l'origine de la méthode de l'agriculture naturelle coréenne. Il a commencé à cultiver dès l'âge de 13 ans dans sa ville natale, Suwon, en Corée du Sud.
Cependant, il a estimé que l'apprentissage n'était pas suffisant et a donc décidé d'aller à l'école secondaire agricole de Suwon pour étudier davantage. Cho termine ses études secondaires à l'âge de vingt-neuf ans, tout en continuant à travailler dans la ferme familiale. Il est allé au lycée à un âge tardif en raison de la la Guerre de Corée. Il a renoncé à aller à l'université parce que c'était différent des méthodes agricoles qu'il avait apprises dans la nature, et il voulait apprendre avec des amis partageant les mêmes idées. En 1961, il a lancé un mouvement de développement rural avec Byeong-gyu Kim, dirigé par Geongwoo Lee, à Hyangnam, Hwaseong, Gyeonggi-do, en Corée du Sud, et a développé une ferme dans le style Sanan (Yamagishi).
Pour assurer la poursuite de leur collaboration, ces trois personnes ont organisé une cérémonie de mariage commune avec leurs jeunes sœurs respectives,.
En 1965, il se rend au Japon pour trois ans en tant qu'étudiant en recherche agricole et étudie les méthodes d'agriculture naturelle des trois professeurs : Miyozo Yamagishi (japonais : 山岸 巳代蔵), Kinshi Shibata (柴田 欣志) et Yasushi Oinoue (大井上 康).
À son retour en Corée, Cho a combiné ses nouvelles connaissances avec les méthodes agricoles traditionnelles coréennes et les méthodes de fermentation (par exemple, celles utilisées dans les aliments coréens tels que le kimchi) et a progressivement inventé ce que l'on appelle aujourd'hui l'agriculture naturelle coréenne. Il l'a mise en pratique en créant un "groupe d'étude sur la récolte abondante et économe en main-d'œuvre" en 1966. Il ouvre l'École de vie et la Ferme de recherche sur l'agriculture naturelle à Goesan County, Province de Chungcheong du Nord, en 1995. Il a créé l'Association agricole Evergreen et est devenu président de l'Association coréenne d'agriculture naturelle en 1989.
À partir de 1992, Cho a contribué à l'article en 21 parties du magazine "Modern Agriculture" (japonais : 現代農業), publié au Japon. Il a également publié The Natural Farming of Hankyu Cho en 1992, qui a été traduit en plusieurs langues. Cho a publié Saving Indigenous Microorganisms (édition japonaise) en 1993 et "Soil Must Live for the Table to Thrive" en 1994. Il a publié Korean Natural Farming : Indigenous Microorganisms and Vital Power of Crop/Livestock de Hankyu Cho& Atsushi Koyama (édition anglaise) en 1997.
Pour diffuser l'agriculture naturelle coréenne (KNF) à l'étranger, il s'est rendu dans une trentaine de pays, où les gens l'appellent "Maître Cho". Cho a ensuite publié deux autres livres, All About Heavenly Green Juice (édition japonaise) en 1998 et Making Natural Farming Materials (édition coréenne) en 2000. Il a passé toute sa vie à diffuser ses connaissances et à aider les agriculteurs. Hoon Park a apporté le KNF à Hawaï depuis la Corée du Sud où, en tant que missionnaire, il a remarqué que les porcheries utilisant du KNF n'avaient pratiquement pas d'odeur.
Les activités de Cho lui ont valu de nombreux prix et distinctions.
Il a reçu la médaille industrielle Sektap, le prix international de l'environnement Corée-Japon (The Asian Environmental Awards), créé conjointement par le Chosun Ilbo et le Mainishi Shimbun du Japon,, a reçu le prix de l'amitié de Zhengzhou (Chine), le prix de l'amitié de la province de Jilin (Chine), le prix de l'excellent expert étranger de la préfecture autonome coréenne de Yanbian (Chine) et a reçu le prix de l'éducation de Dosan,.
En 2008, il a rebaptisé son école et son laboratoire d'agriculture naturelle "Cho Han-kyu Global Village Natural Farming Research Institute" (Institut de recherche sur l'agriculture naturelle du village global) ou "Janong Natural Farming Institute" (Institut d'agriculture naturelle de Janong).
En 2019, Cho s'est rendu à Perris (CA), Williams (OR) et Rochester (WA), aux États-Unis, pour rencontrer ses étudiants et discuter de KNF.[réf. nécessaire]

## Micro-organismes indigènes
Les avantages potentiels comprennent l'augmentation des taux de décomposition de la matière organique du sol, l'augmentation de la disponibilité des nutriments, l'amélioration du rendement des plantes, la réduction des micro-organismes pathogènes et l'augmentation des défenses des plantes,. KNF utilise des microorganismes aérobies.
Les micro-organismes bénéfiques peuvent supprimer de manière significative l'activité des champignons pathogènes dans les cultures de rhododendrons légèrement sensibles. [Les micro-organismes bénéfiques peuvent supprimer de manière significative l'activité des pathogènes fongiques dans les cultures de rhododendrons légèrement sensibles, mais les cultivars très sensibles peuvent même être endommagés. Les OMI peuvent réduire les pertes de rendement initiales lors du passage de l'agriculture conventionnelle à l'agriculture biologique, en accélérant la régénération du sol. Les sols appauvris par l'utilisation d'insecticides, de fongicides et d'herbicides peuvent contenir moins de micro-organismes.
Une rhizosphère saine contient environ 7 millions de micro-organismes par hectare.[pas clair] Son rhizome contient diverses espèces et une concentration relativement faible de micro-organismes qui endommagent la vie des plantes, ainsi qu'une quantité relativement importante de sécrétions végétales. Les moisissures représentent 70 à 75 %, les bactéries 20 à 25 % et les petits animaux le reste. Les micro-organismes contiennent environ 70 kg de carbone et 11 kg d'azote, ce qui est similaire à la quantité d'azote généralement appliquée comme engrais.
|                                        | Minutes par génération | Générations par jour | Température | Prolifération par jour |
| -------------------------------------- | ---------------------- | -------------------- | ----------- | ---------------------- |
| Bactéries lactiques                    | 38                     | 38                   | 25          | 2.5x10¹¹               |
| Bacille coliforme                      | 18                     | 85                   | 37          | 3x10²³                 |
| Bactéries de fixation de l'azote libre | 110                    | 13                   | 25          | 8x103.                 |
| Hay bacillus                           | 31                     | 46                   | 30          | 6x1013                 |
| Bactéries photosynthétiques            | 144                    | 10                   | 30          | 1x103                  |
| Champignon de levure                   | 120                    | 12                   | 30          | 4x103                  |

### Cycle des nutriments dans le sol
Les éléments nutritifs sont absorbés et déposés dans le cadre d'un cycle naturel, à moins qu'il ne soit perturbé par l'intervention de l'homme. Lorsque les plantes se décomposent, l'azote et le phosphore "détritiques" sont restitués au sol. Les champignons et les bactéries du sol absorbent ces nutriments. Les champignons et les bactéries sont consommés par des nématodes fongiques et bactériens, respectivement. Ces nématodes sont à leur tour consommés par des nématodes prédateurs omnivore. À chaque étape, une partie de l'azote et du phosphore inorganiques est renvoyée dans le sol et absorbée par la plante.

### Bactéries et champignons
Trois types de bactéries communes dans le KNF sont les bactéries lactiques, les bactéries pourpres, Bacillus subtilis et les levures.

### Mycorhizes
Les Mycorhizes sont des "racines fongiques", une association mutualiste entre un champignon (Myco) tel que Aspergillus oryzae et les racines d'une plante (rhiza). Cette association constitue une interface entre les plantes et le sol. Le champignon se développe dans les racines des cultures et dans le sol, multipliant ainsi le système racinaire par plusieurs milliers. Les champignons utilisent leurs enzymes pour convertir les nutriments du sol en une forme utilisable par les cultures et transforment les hydrates de carbone des plantes en amendements du sol, "séquestration" du carbone. Des kilomètres de mycorhizes peuvent être trouvés dans une seule once de sol. L'inoculation mycorhizienne du sol augmente l'accumulation de carbone dans le sol en déposant de la glomaline, qui augmente la structure du sol en liant la matière organique aux particules minérales. La glomaline confère au sol sa texture, sa flottabilité et sa capacité d'absorption de l'eau. Le biochar (charbon de bois) abrite les mycorhizes dans une myriade de petits trous. D'autres impacts mycorhiziens comprennent une meilleure absorption de l'eau, une réduction des besoins en eau (résistance accrue à la sécheresse), une résistance accrue aux agents pathogènes et une augmentation générale de la vigueur de la plante.

### Nématodes
Les nématodes tels que le nématode reniforme sont souvent considérés comme nuisibles pour l'agriculture et sont une cible fréquente des pesticides. Cependant, l'agriculture naturelle coréenne affirme que 99% des nématodes sont bénéfiques et consomment même des nématodes parasites. Les nématodes herbivores, fongivores, bactérivores et omnivores jouent un rôle important dans le cycle des nutriments.
Le travail du sol et d'autres pratiques de gestion du sol affectent la variété et les populations de nématodes. [Le labour de conservation profite aux bactérivores et aux fongivores, mais l'indice de structure (IS) n'est pas différent entre les champs de culture de couverture et les champs de jachère. Dans une expérience, l'agriculture sans labour et le labour en bandes n'ont pas permis d'améliorer la structure du réseau trophique du sol sur deux ans, mais l'ont fait au bout de six ans. Dans la serre, les engrais verts ont augmenté les populations omnivores et prédatrices. Le strip-till d'une culture de couverture de chanvre solaire suivi d'un paillage périodique de la surface du sol avec des résidus de chanvre solaire a amélioré le SI au cours de deux cycles de culture.

## Stades de développement des plantes
L'agriculture naturelle coréenne propose trois stades primaires de croissance des plantes. Chaque stade nécessite un équilibre différent des nutriments.

### Croissance végétative
Au cours de la phase de croissance végétative, la plante étend ses racines, ses branches et son feuillage. L'élément nutritif clé de cette phase est l'azote. L'agriculture naturelle coréenne préfère utiliser une préparation d'acides aminés de poisson pour cette phase.

### Floraison/reproduction
Une fois que la plante a atteint une taille suffisante, elle consacre son énergie à la fabrication de fleurs pour attirer les pollinisateurs. Les nutriments clés à ce stade sont le calcium et le phosphore. L'agriculture naturelle coréenne préfère utiliser une préparation de jus de plantes fermentées et d'autres amendements pour cette phase.

### La fructification
Une fois la floraison terminée, la plante se concentre sur la maturation de ses fruits. Le calcium augmente la taille et la douceur de la plante et de ses fruits. L'agriculture naturelle coréenne (KNF) préfère utiliser une préparation de coquilles d'œufs pulvérisées dans du BRV (vinaigre de riz brun) pour cette phase.

## Amendements
L'agriculture naturelle coréenne (KNF) utilise une variété d'amendements soit pour améliorer directement la croissance des plantes, soit pour améliorer la prolifération de l'OMI. Note : toute l'eau est d'abord placée dans un récipient ouvert pendant plusieurs jours pour permettre au chlore et à toute autre substance volatile de s'échapper. Les amendements sont dilués à 500-1000:1 avant d'être utilisés.

### Articles fermentés
L'agriculture naturelle coréenne fermente une variété de matériaux pour les utiliser dans différents contextes. Les produits fermentés sont fabriqués dans des récipients en verre ou en céramique (pas en métal ni en plastique) remplis à 2⁄3-3⁄4 de leur capacité et recouverts de papier ou de tissu poreux. Le sucre roux ou jaggery (BS/J) est utilisé comme agent de fermentation. KNF n'utilise pas de mélasse, qui contient un excès d'humidité. La fermentation a lieu dans un endroit sombre et frais et les résultats doivent être réfrigérés ou conservés dans un environnement frais. La température idéale pour la fermentation est de 23°C.

## Jus de fruits fermentés
Le jus de fruits fermenté (FFJ) utilise le jus de fruits cultivés localement et ayant une teneur en sucre relativement élevée, tels que la banane, la papaye, la mangue, le raisin, le melon ou la pomme. La FFJ provenant de raisins et/ou d'agrumes ne doit être utilisée que sur des cultures de raisins ou d'agrumes, respectivement.
Le FFJ est un fruit coupé en dés ou en purée dilué à 0,65:1 avec de l'eau et à 1:1 avec du BS/J, fermenté pendant 4 à 8 jours avec une agitation périodique.

## Jus de plantes fermentées
Le jus de plantes fermentées (FPJ) permet de réincorporer dans d'autres plantes le matériel produit par des plantes prospères. Lorsque le BS/J est combiné avec du matériel végétal, les jus végétaux sont sécrétés par osmose et les microbes présents sur le matériel végétal commencent à décomposer les sucres et à créer de l'éthanol. Cette solution faiblement alcoolisée extrait les composants de la plante, y compris la chlorophylle. FPJ utilise de jeunes sections d'une weeds à croissance rapide qui fleurissent dans/autour des champs cultivés ou des plantes qui y seront cultivées, récoltées le matin après une journée sèche. La pluie peut emporter les microbes de la plante, empêchant une fermentation correcte, et avant le lever du soleil, la chimie de la plante est plus idéale pour le FPJ. Pourpier et consoude se sont avérés des choix efficaces,, tout comme armoise, armoise, cresson, angélique, pousses de bambou, vigne de patate douce, haricots, citrouille et algues.
Des couches de plantes hachées alternent avec des couches de 1 pouce de BS/J. La pression appliquée après chaque couche minimise la quantité d'air.,
Après 7 à 10 jours, l'extraction du liquide du mélange a atteint son maximum et les solides restants doivent être filtrés du résultat.
Le jus de plantes fermentées n'est pas utile en présence de fortes précipitations et/ou de conditions à forte teneur en azote.

## Acides aminés de poisson
Les acides aminés du poisson fournissent de l'azote pour améliorer la croissance végétale. Les acides aminés (FAA) fournissent de l'azote pour améliorer le croissance végétative. [Les têtes de poisson, les tripes, les arêtes, etc. (de préférence du thon ou d'autres poissons à dos bleu), écrasés pour séparer la chair et les arêtes, sont fermentés avec une quantité égale de BS/J.
Deux à trois cuillères à café d'IMO3 peuvent dissoudre toute graisse qui se développe à la surface. La couche supérieure est un mélange de BS/J, IMO4, OHN, minéral A, et paille de riz.
La fermentation dure généralement de 7 à 10 jours.

## Acide aminé de Kohol
Les acides aminés Kohol (KAA) sont fabriqués à partir de l'escargot kohol ou pomme d'or (Pomacea canaliculata). Pomacea canaliculata est une introduite nuisible aux Philippines qui prolifère dans les rice paddies et consomme les jeunes plants de riz. Une bonne gestion de l'eau et le repiquage des jeunes plants de riz peuvent atténuer ses effets. En raison de sa teneur élevée en protéines (12 %), le kohol peut être utilisé pour fabriquer un amendement agricole appelé acide aminé de kohol (KAA), comme alternative à la FAA dans les régions intérieures qui n'ont pas accès à des matériaux de poisson abordables.
Le kohol doit de toute façon être retiré de la rizière.
Le kohol est fermenté de la manière habituelle en le diluant avec du BS/J et de l'eau et en ajoutant de l'IMO3, après l'avoir fait bouillir pour tuer les animaux et les séparer de leur coquille. La fermentation dure de 7 à 10 jours, après quoi les solides restants sont éliminés. Pendant le stockage, de la BS/J est ajoutée pour nourrir l'OMI.

## Maltose
En agriculture naturelle coréenne, le maltose utilisé pour les jus fermentés est fabriqué à partir d'orge germé (malt). Les germes sont ensuite broyés, puis trempés à plusieurs reprises et séparés de l'eau. Le malt remonte alors à la surface et est séparé de l'eau et fermenté.

## Nutriments à base de plantes orientales
Les nutriments à base d'herbes orientales (OHN) sont fermentés à partir d'Angelica gigas non lavés et séchés, d'écorce de cannelle et de racine de réglisse Glycyrrhiza glabra, ainsi que d'ail et de gingembre.

### Préparation et conservation
Bien que chaque plante soit fermentée séparément, les résultats sont combinés pour être utilisés, à raison de 2 parties d'angélique pour 1 partie de chacune des quatre autres.
La matière peut être fermentée 5 fois, en retirant 2/3 du liquide après chaque cycle,.
Le gingembre et l'ail doivent être écrasés (et non moulus) pour faciliter la fermentation. Une herbe est mélangée à parts égales avec du vin de riz et fermentée pendant 1 à 2 jours. On ajoute du BS/J en quantité égale à celle de l'herbe et le mélange fermente pendant 5 à 7 jours. Du Soju, de la vodka ou un autre alcool distillé (30-35%) est ajouté à la moitié du mélange et le mélange est fermenté pendant 14 jours.

## Compost mixte fermenté
Le compost mixte fermenté (CMF) est le résultat de l'application des techniques de KNF pour transformer des matériaux de compost familiers en matériaux riches en OMI avec des nutriments facilement disponibles.
À la fin de l'automne, l'activité bactérienne diminue et les microbes fermenteurs se développent, produisant du sucre et le meilleur environnement pour le FMC.
Un endroit ombragé, abrité et bien drainé sur un sol en terre constitue le meilleur environnement. La taille minimale des lots est de 500 kg, afin d'optimiser la fermentation.
Le FMC comprend au moins un élément provenant du jardin (feuilles ou fruits tombés), de la rizière (son de riz, paille), de la litière de gâteau d'huile ou de haricots, et de l'océan (algues, déchets de poisson). La majeure partie de la matière est constituée de matières animales riches en protéines auxquelles s'ajoutent des matières végétales. Pendant la fermentation, des retournements périodiques sont utilisés pour maintenir les températures en dessous de 50 °C. Un excès de chaleur ou d'humidité peut produire une odeur désagréable ou nauséabonde, signalant que le lot est gâché.
Le compost humide mélange l'IMO4 avec du tourteau, des déchets de poisson, de la farine d'os, du tourteau de haricots et de l'eau pour atteindre un niveau d'humidité de 60 % (suffisamment humide pour que le matériau conserve sa forme lorsqu'il est pressé à la main). Le mélange produit des hormones telles que l'auxine (provenant de la levure et du champignon filamenteux), la gibbérelline provenant du champignon rouge et la cytokine provenant des germes et de la levure.
Le compost sec fermente les mêmes ingrédients, à l'exception de l'eau, avec un engrais organique commercial pendant 7 à 14 jours.

## Son de riz/graines de colza
Une autre approche consiste à entourer un mélange humidifié de 10:1 de son de riz et de feuilles d'arbres d'un mélange de 30:4;2:1:1 de résidus d'huile de colza/déchets de poisson/farine d'os/carapace de crabe/mélange d'huile de tourteau de fèves, amendé avec des apports de KNF et humidifié pour atteindre une teneur en eau de 50-60%. Le mélange est recouvert de paille de riz pulvérisée avec du WSP ou du biochar.

## Bactéries lactiques
Les bactéries lactiques (LAB) sont anaérobie. En l'absence d'oxygène, elles métabolisent le sucre en acide lactique. Les LAB améliorent la ventilation du sol, favorisant la croissance rapide des arbres fruitiers et des légumes-feuilles.
Les LAB fermentent "l'eau de lavage du riz" (l'eau qui a été utilisée pour laver le riz), produisant une odeur aigre à la fin, puis diluée et fermentée à nouveau avec 3-10: 1 avec du raw (de préférence) ou du lait pasteurisé.{Il est ensuite fermenté une troisième fois après élimination des débris et dilution avec BS/J 1:1.
La combinaison de LAB avec des FPJ augmente l'efficacité.

### Minéraux
L'agriculture naturelle coréenne fournit des techniques pour convertir des minéraux essentiels tels que le calcium, le phosphore et le potassium en une forme adaptée à l'absorption par les plantes, en les rendant solubles dans l'eau. De nombreuses sources minérales inorganiques ne peuvent pas être traitées par les plantes. Les solutions résultantes peuvent contenir des allergèness..

#### Calcium soluble dans l'eau
Le calcium (Ca) est une substance courante. Cependant, la majorité existe sous la forme de carbonate de calcium (CaCO3), qui ne peut pas être directement absorbé par les plantes.
Les coquilles d'œufs, de palourdes ou autres peuvent être transformées en une excellente source de calcium biodisponible et soluble dans l'eau (WSCA). Un taux de calcium adéquat prévient la prolifération, raffermit les fruits, prolonge la durabilité, favorise l'absorption de l'acide phosphorique, aide les cultures à accumuler et à utiliser les nutriments, est le principal composant de la formation des membranes cellulaires, permet une division cellulaire sans heurts et élimine les substances nocives en se liant aux acides organiques.
Les signes de carence en Ca comprennent des racines sous-développées, des feuilles décolorées et sèches, des gousses de haricots vides, une mauvaise maturation, une chair molle et un parfum insuffisant. [Les légumes-feuilles peuvent contracter le Rhizoctonia, tandis que les légumes-racines deviennent spongieux/creux, manquent de sucre et de parfum et ne durent pas longtemps au stockage. Le riz et l'orge peuvent présenter une faible teneur en amidon, un manque d'éclat et de parfum, et une faible résistance.
Le WSCA est obtenu en grillant et en écrasant des coquilles d'œuf nettoyées, puis en les trempant dans du BRV jusqu'à ce qu'il n'y ait plus de bulles. Les bulles indiquent que le vinaigre réagit avec la matière organique pour produire CO2.

#### Phosphate de calcium soluble dans l'eau
[Le phosphate de calcium est soluble dans les acides, mais insoluble dans l'eau. Les os, y compris les restes de la FAA, peuvent être transformés en une source de calcium, de phosphate et d'autres minéraux bio-accessibles en les faisant bouillir pour créer un bouillon d'os traditionnel. Le bouillon (comestible) est retiré du résidu osseux et les os sont brûlés au charbon de bois à basse température. Les os sont dilués dans du BRV 10x et infusés jusqu'à ce que le bouillonnement cesse (7-10 jours),.

#### Acide phosphorique soluble dans l'eau
L'acide phosphorique fait partie du noyau cellulaire et du système reproducteur. L'acide phosphorique est impliqué dans la photo phosphorylation et le transport d'électrons dans la photosynthèse, le transport des anabolites et la synthèse des protéines.
Une carence entrave la division cellulaire et la reproduction. Les symptômes apparaissent d'abord sur le pétiole et les veines des feuilles plus âgées. Les nouvelles feuilles poussent lentement et sont de couleur foncée. La floraison est réduite
L'acide phosphorique hydrosoluble KNF (WSPA) est fabriqué en brûlant des tiges de sésame riches en acide phosphorique pour en faire du charbon de bois. Le charbon de bois est trempé dans de l'eau aérée pour dissoudre l'acide.

#### Potassium soluble dans l'eau
Bien que les sols traités à la chaux puissent contenir une quantité importante de potassium (K), celui-ci peut se présenter sous une forme insoluble. Une carence en potassium peut également se produire dans les sols sablonneux qui contiennent moins d'humus.
Le potassium (K) ne fait pas partie de la structure de la plante, mais agit pour réguler les équilibres hydriques, le mouvement des nutriments et des sucres et stimule la synthèse de l'amidon et des protéines ainsi que la fixation de l'azote des légumineuses. Avant la fructification, sa fonction principale est de faire croître les tissus méristèmesatiques. Le potassium favorise la synthèse des enzymes fixant le dioxyde de carbone, diminue la résistance à la diffusion du CO2 dans la feuille et active divers systèmes de réaction enzymatique.
Le potassium est très mobile dans les plantes. La teneur en potassium des feuilles diminue rapidement pendant la fructification car les fruits ont besoin d'une quantité importante de potassium.
Les symptômes de la carence en K comprennent des taux de croissance plus faibles, des fruits et des graines de plus petite taille, des systèmes racinaires réduits, une sensibilité aux maladies et à la destruction par l'hiver et une absorption et une teneur en humidité et en azote plus faibles. Chlorose commence par les vieilles feuilles après que le potassium se soit déplacé vers d'autres parties de la plante. Leurs bords deviennent brun jaunâtre et apparaissent comme une tache au milieu des feuilles chez certaines plantes.
Le potassium soluble dans l'eau (WSK) est obtenu en faisant macérer des morceaux de tiges de tabac de la taille d'une bouchée dans de l'eau pendant 7 jours et en diluant le résultat 30:1 avec de l'eau.

#### Eau de mer
L'eau de mer de surface à faible salinité et/ou l'eau saumâtre contiennent des microbes bénéfiques. La fermentation de cette eau (diluée 30:1 avec de l'eau douce et à nouveau 200:1 avec de l'eau lavée au riz), de l'OHN et de la FPJ diluée à l'armoise et à l'hydrocotyle, à découvert, pendant quelques jours, augmente les populations microbiennes.

#### Biochar
Le biochar est un charbon de bois poreux qui a été conçu pour produire une surface élevée par unité de volume et de petites quantités de résines résiduelles. Le biochar sert de catalyseur qui améliore l'absorption des nutriments et de l'eau par les plantes. Sa surface et sa porosité lui permettent d'adsorber ou de retenir les nutriments et l'eau et de fournir un habitat aux micro-organismes.

#### Eau minérale bactérienne
L'eau minérale bactérienne (BMW) fait tremper du granite, du calcaire, du basalte, de l'elvan et d'autres roches basaltiques avec de l'IMO4 pour extraire les minéraux des roches, en faisant recirculer la sortie avec de l'IMO4 rafraîchi pour augmenter les concentrations de minéraux.
Le Silicium peut être extrait de la roche basaltique avec de l'eau oxygénée. O2 réagit avec le Si de la roche pour former SiO2 (verre). La roche devient une saleté rougeâtre. Les quantités importantes de fer réduit, Fe(II), et de manganèse, Mn(II), présentes dans les roches basaltiques constituent des sources d'énergie potentielles pour les bactéries.
L'eau minérale BMW est riche en minéraux et en traces éléments. Elle favorise la croissance des plantes, améliore la stabilité et désodorise le fumier.

### Sol
Dans l'agriculture naurelle coréenne, le sol existant est amendé par un mélange de micro-organismes cultivés, de biochar et de milieux de croissance. Les micro-organismes accélèrent la conversion des composés organiques et autres nutriments provenant de plantes et d'animaux morts en une forme facilement absorbable. Les résultats peuvent inclure des antibiotiques, des enzymes et des acides lactiques qui peuvent supprimer les maladies et promouvoir des conditions de sol saines.
L'approche de base se déroule en quatre étapes, chacune produisant un amendement utilisable. Le processus prend 3 à 4 semaines.

#### Collecte de micro-organismes (IMO1)
Une boîte en bois ou en carton recouverte d'un tissu et contenant du riz cuit à la vapeur assez sec et quelques feuilles de bambou dans un endroit ombragé et protégé de la pluie pendant 4 à 5 jours attire et nourrit les micro-organismes locaux. Les micro-organismes provenant d'une altitude un peu plus élevée que les champs ciblés ont tendance à être plus robustes. Un recrutement réussi est indiqué par la présence d'un duvet blanc. 
Le noir, le vert ou d'autres couleurs proéminentes indiquent des souches indésirables, nécessitant un redémarrage., Le mélange de cultures provenant de lieux, d'expositions au soleil et de conditions météorologiques différents accroît la diversité.
D'autres méthodes de collecte de l'OMI consistent à remplir de riz le noyau creux d'une souche de bambou fraîchement coupée ou à placer la boîte de collecte dans une rizière après la récolte.

#### Alimentation BS/J (IMO2)
Diluer le riz "habité" avec une quantité égale de BS/J ou de jaggery fournit une nourriture pour la croissance des micro-organismes. Une fois que les micro-organismes ont consommé le sucre (7 jours) le résultat peut être utilisé immédiatement ou stocké.

#### Passage de blé au moulin (IMO3)
Un mélange de 40ml d'IMO2 avec 42,5 mL de BRV, 42,5 mL de FPJ et 21,2 mL d'OHN avec 30 livres de farine de blé ou de son de riz humidifié avec 20l d'eau fournit un milieu pour la poursuite de la culture d'IMO. Le résultat peut être étendu avec 4l de biochar. Le biochar très poreux fournit un habitat supérieur pour la floraison de l'OMI et retient le carbone dans le sol.
IMO3 est fermenté dans des sillons ombragés de 12 pouces de haut pendant 7 jours, à l'abri de la pluie et recouvert de nattes de paille ou de sacs en toile, en le retournant au besoin pour s'assurer que sa température interne reste autour de 43°C. Le niveau d'humidité du mélange résultant doit être d'environ 40 %.
Les diluants alternatifs sont le son de riz ou la farine de riz.

#### Sol (IMO4)
La dilution d'IMO3 avec une quantité égale de sol, la moitié provenant du champ et l'autre moitié d'une zone fertile locale, permet aux micro-organismes d'atteindre une plus grande surface.

#### Mélange alternatif (IMO-A)
Une autre source recommande un mélange alternatif comme suit, pour chaque hectare:
| Ingrédient      | Quantité |
| --------------- | -------- |
| IMO - 2         | 1250 mL  |
| FPJ             | 1250 mL  |
| OHN             | 1250 ml  |
| BRV             | 1,250 mL |
| LAB             | 750 mL   |
| WSCP            | 750 mL   |
| FAA             | 750 mL   |
| Biochar         | 125 kg   |
| Sol             | 1250 kg  |
| Eau salée       | 7,5 L    |
| Eau             | 500L     |
| fumier de ferme | 2500 kg  |

## Applications

### Enrichissement du sol
Les IMO3 ou IMO4 peuvent être distribués en couche mince sur un champ, recouvert d'une couche de paillis pour retenir l'humidité et fournir un environnement sombre pour la croissance future de l'IMO.
IMO-A doit être appliqué 7 jours avant la plantation, 2 à 3 heures avant le coucher du soleil et quelques heures après le mélange. Pour les champs improductifs, appliquer 14 jours avant la plantation.
LAB (dilué 5-10000:1) solubilise le phosphate dans le sol accumulé de phosphate et encourage la décomposition du phosphate.
Le sel séché au soleil peut être appliqué au sol à raison de 5 kg pour 10 acres.

#### Engrais
Le FMC appliqué 2 à 3 heures avant le coucher du soleil par temps nuageux et recouvert de terre/mulch (ou légèrement labouré avec une houe rotative de 1 à 2 pouces) ajoute des nutriments et des micro-organismes au sol appauvri. Le FMC peut également produire de l'engrais liquide en le plaçant dans un sac en tissu et en l'immergeant dans l'eau avec d'autres intrants du KNF.

### Alimentation foliaire
D'autres intrants sont appliqués directement par alimentation foliaire aux cultures à différents stades de leur développement. L'apport foliaire réduit la quantité d'éléments nutritifs nécessaires, puisqu'ils sont livrés directement à la plante. Les jeunes plants dotés d'un système racinaire plus petit peuvent encore être nourris efficacement pendant la phase de reproduction, lorsque l'activité des racines diminue. L'absorption des nutriments par voie foliaire au cours de la phase de reproduction est accrue en raison de la diminution de l'activité des racines et de la possibilité de modifier les apports de nutriments en conséquence.
Les nutriments tels que le phosphore, le potassium et les micronutriments se lient facilement au complexe du sol, ce qui les rend indisponibles pour les cultures. Les éléments nutritifs plus solubles tels que l'azote sont facilement lessivés du sol et finissent par polluer les eaux souterraines ou les cours d'eau.

#### Semences/plants
KNF prépare les semences pour la plantation en les faisant tremper dans un mélange de 2 parties de FPJ, 2 parties de BRV, 1 partie d'OHN dans 1000 parties d'eau.
Les graines à germination rapide telles que le navet, le chou et le haricot sont mises à tremper pendant 2 heures.
Faites tremper les graines à germination moyenne telles que le concombre, le melon, la liste des plantes connues sous le nom de lotus et la courge pendant 4 heures.
Faites tremper les graines à germination lente telles que le riz, l'orge et les tomates pendant 7 heures.
Faites tremper d'autres graines telles que la pomme de terre, le gingembre, l'ail et le taro pendant 0,5 à 1 heure.
Les plantules sous-développées peuvent être traitées avec 1 ml de FAA ajouté à ce mélange. Les plantules trop développées peuvent être traitées avec 1 ml de WSCA ajouté au mélange.

#### Croissance végétative
Au départ, le FPJ (dilué à 1000:1) de l'armoise (Artemisia vulgaris) et les pousses de bambou aident les cultures à devenir résistantes au froid et à pousser rapidement et vigoureusement. Plus tard, l'arrowroot et les plantes aquatiques/marécageuses à tige ferme contribuent à fournir de l'azote (dilué à 800 1000:1).
Les EAF riches en azote peuvent favoriser la croissance végétative des plantes. Pour les légumes à feuilles, il est possible d'utiliser l'AFA en continu pour augmenter le rendement et améliorer le goût et le parfum. Les acides aminés du maquereau aident à lutter contre les acariens et l'aleurode des serres (Trialeurodes vaporariorum).
Le WSCA pulvérisé sur les feuilles améliore la croissance. La LAB aide à augmenter la taille des fruits et des feuilles, mais la quantité de LAB utilisée doit être réduite aux stades de croissance ultérieurs.

#### Floraison
Utilisez des FFJ de raisin, de papaye, de mulberry ou de framboise sur les cultures fruitières pour fournir de l'acide phosphorique.
Une autre solution consiste à appliquer du phosphate de calcium soluble dans l'eau WCAP (dilué au 1:1000) ou un mélange de phosphore soluble dans l'eau WPA et WSCA. Le WSCA aide la plante à accumuler des nutriments dans les bourgeons floraux, améliorant ainsi les rendements futurs et la qualité des fruits.
Utiliser l'eau de mer pour le traitement des semis d'oignonss, de gros poireauxs et d'ail.

#### Fruits
WSCA et FFJ de la pomme, de la banane, de la mangue, de la papaye, de la pêche et du raisin améliorent la saveur et la fermeté des fruits.
L'eau de mer fermentée augmente la teneur en sucre des fruits et favorise leur maturation. L'eau de mer fermentée prévient et contrôle l'anthracnose.

### Élevage
La terre de culture peut être utilisée dans une porcherie ou un poulailler. Il transforme les excréments en terre et permet ainsi à la porcherie de fonctionner sans les émissions nocives qui ont affligé la production porcine depuis le début de l'agriculture. Sans effluents, la porcherie n'attire plus les mouches et ne nécessite pas de nettoyage périodique. Aucune ventilation particulière n'est utilisée. Les enclos sont recouverts de sciure de bois et de copeaux de bois avec l'OMI pour décomposer le fumier. Les porcs sont nourris de déchets agricoles.
L'ABL mélangée au FPJ et éventuellement à l'AOSC peut être utilisée comme eau de boisson pour le bétail, afin d'aider à la digestion.
L'eau de mer fermentée mélangée à du BRV et du WSC et donnée aux poulets peut être utilisée pour prévenir la perte de plumes chez les poulets pendant l'été. 

#### Compostage
La LAB peut réduire les dommages causés au compost en neutralisant le gaz ammoniac produit par le compost immature.

### Lutte contre les ravageurs
FPJ et/ou FFJ dilués avec du son de riz et de l'eau peuvent attirer préférentiellement les nuisibles loin des cultures.
[On peut lutter contre les pucerons avec 0,7 litre d'eau savonneuse mélangée à 20 litres d'eau. On peut également utiliser le HPW. Appliquer sur la plante en pulvérisation foliaire.
Pour lutter contre les acariens, diluez l'eau savonneuse 40 fois avec de l'eau. Vous pouvez également utiliser de l'eau chaude sanitaire.

### Attracteurs d'insectes
Les attractifs d'insectes KNF sont des méthodes non toxiques de lutte contre les nuisibles pendant la période de ponte.
Les dispositifs AIA et FIA sont installés à la hauteur des fruits ou des feuilles à l'intérieur et autour du champ. Ils sont généralement utilisés au plus fort de la croissance reproductive des plantes fruitières et au plus fort de la croissance végétative des légumes à feuilles.

#### Aromatiques
Un attractif aromatique pour insectes (AIA) est un mélange d'alcool et de vin de riz ou de brandy et de FFJ ou FPJ (dilué à 300:1) dans un récipient ouvert suspendu lorsque les ravageurs pondent leurs œufs.

#### Fluorescent
Un attracteur d'insectes fluorescent (FIA) utilise une feuille de zinc pliée en forme de "L" et suspendue de manière à ce que le côté le plus court agisse comme un toit et que l'autre côté soit suspendu verticalement. Une lampe fluorescente est suspendue verticalement au coin de la feuille pour attirer les insectes. Une bassine remplie d'eau contenant quelques gouttes d'essence/kérosène est suspendue sous la lumière pour tuer les insectes qui s'y posent.

### Eau savonneuse et eau pimentée
L'eau savonneuse (SoWa) et l'eau pimentée (HPW) sont utilisées pour lutter contre les pucerons et les acariens. Lorsque l'eau savonneuse est appliquée en tant que pulvérisation foliaire, la lumière du soleil évapore l'eau. [L'évaporation, le transfert de chaleur et la condensation tuent les parasites.
SoWa est du lye haché, bouilli dans de l'eau pour faire une soupe épaisse et ensuite dilué.
HPW est du fort haché, bouilli et dilué.

## Expérience

### États-Unis
À Hawaï, la productivité des cultures a été multipliée par deux avec l'utilisation du KNF, tout en réduisant la consommation d'eau de 30 % et en éliminant l'utilisation de pesticides. Cane grass s'est avéré être une culture de couverture supérieure sur les champs hawaïens dégradés.[réf. nécessaire]

### Corée du Sud
L'agriculture naturelle a été adoptée par le gouvernement sud-coréen après des essais réussis de culture du riz dans un comté, où chaque agriculteur a suivi la pratique. Ils ont augmenté les rendements, économisé de l'argent sur les intrants et obtenu une prime de prix. Les rivières et les eaux côtières ont bénéficié d'avantages environnementaux.
Une coopérative de 40 producteurs de fraises a utilisé le KNF exclusivement dans des serres de 90 mètres de long, ce qui a permis d'augmenter la production et d'obtenir un prix plus élevé.
Dans une autre expérience, les agriculteurs d'un comté entier ont utilisé le KNF pour devenir autosuffisants, chaque ferme élevant 500 poulets, 20 porcs et cinq bovins de boucherie.

### Mongolie
Dans le désert de Gobi en Mongolie, des vents violents et des précipitations minimes ont fait échouer trois tentatives de plantation d'arbres. Grâce au KNF, les arbres ont eu un taux de survie de 97 % et, en 2014, ils avaient atteint une hauteur de 20 pieds. Le Maïs et l'Echinochloa fournissent du Fourrage pour le bétail. La culture de la pastèque fournit un revenu stable aux agriculteurs.

### Chine
L'armée chinoise nourrit ses militaires avec ses propres ressources. Pour les Jeux olympiques de Pékin, elle a introduit des porcs dans la ville, ce qui a déclenché de violentes protestations à cause de l'odeur. Elle a ensuite envoyé deux fonctionnaires en Corée du Sud pour étudier l'agriculture naturelle. Les techniques de KNF ont permis d'éliminer l'odeur. L'université de Pékin propose désormais des programmes de maîtrise et de doctorat en KNF.

## Liste d'abréviations
En agriculture naturelle coréenne, les préparations sont généralement désignée par leur abréviation issues d'un acronyme en anglais. Voici les correspondances.
| Abréviation | Nom anglais (origine)            | Signification en français               |
| ----------- | -------------------------------- | --------------------------------------- |
| CGNF        | Cho's Global Natural Farming     | Agriculture naturelle globale Cho       |
| IMO         | Indigenous Microorganisms        | Micro-organismes indigènes              |
| FPJ         | Fermented Plant Juice            | Jus de plantes fermenté                 |
| FFJ         | Fermented Fruit juice            | Jus de fruits fermenté                  |
| OHN         | Oriental Herbal Nutrient         | Nutriments à base de plantes orientales |
| FAA         | Fish Amino Acid                  | Acides aminés de poisson                |
| KNF         | Korean Natural Farming           | Agriculture naturelle coréenne          |
| LAB         | Lactic Acid Bacteria             | Bactéries lactiques                     |
| Ws-K        | Water Soluble Potassium          | Potassium soluble dans l'eau            |
| Ws-PA       | Water-Soluble Phosphoric Acid    | Acide phosphorique soluble dans l'eau   |
| Ws-Ca       | Water-Soluble calcium            | Calcium soluble dans l'eau              |
| Ws-CaPo     | Water –Soluble Calcium Phosphate | Phosphate de calcium soluble dans l'eau |
| BRV         | Brown rice Vinegar               | Vinaigre de riz brun                    |
| SW          | Seawater                         | Eau de mer                              |
| SES         | Seed / Seedling Treatment        | Traitement des graines/plants           |
| FMC         | Fermented Mixed Compost          | Compost mixte fermenté                  |
| AIA         | Aromatic Insect Attractants      | Attractifs aromatiques pour insectes    |
| GRT         | Green Revolution Technologies    | Technologies de la révolution verte     |
| MNC         | Multi National Companies         | Sociétés multinationales                |

## Sources
- Rohini Reddy, « Cho's Global Natural Farming », South Asia Rural Reconstructio Association, 2011 (consulté le 14 août 2016)